# Așezarea fortificată de la Stâncești
Cetățile traco-getice de la Stâncești sunt două cetăți de mari dimensiuni din Stâncești (comuna Mihai Eminescu, județul Botoșani), considerate mai degrabă o cetate dublă. Au fost descoperite la mijlocul secolului al XX-lea, fiind datate în secolele VI-III î.Hr..